# Otto Haesler
Otto Haesler (Monaco di Baviera, 13 giugno 1880 – Rathenow, 2 aprile 1962) è stato un architetto tedesco.

## Biografia
Dopo gli studi alla Scuola Reale di Passavia e alle scuole di edilizia di Augusta e Würzburg, lavorò come manovale e in seguito divenne collaboratore degli architetti Ludwig Bernoully e Hermann Billing. Nel 1906 aprì il suo studio di architetto a Celle.
Inizialmente legato a schemi tradizionali, a partire dal 1920 il suo stile si fece più moderno e razionalista. È considerato un pioniere nel campo delle abitazioni collettive. Dopo la seconda guerra mondiale la sua opera si è focalizzata sulla ricostruzione e il restauro di Rathenow.